# Pollachius
Pollachius is een geslacht van straalvinnige vissen uit de familie van de kabeljauwen (Gadidae) en de orde van kabeljauwachtigen (Gadiformes).

## Soorten
- Pollachius pollachius (Linnaeus, 1758) – Pollak
- Pollachius virens (Linnaeus, 1758) – Koolvis